# Complici (Musica Nuda)
Complici è il sesto album del progetto musicale Musica Nuda (Petra Magoni e Ferruccio Spinetti), pubblicato nel 2011 per l'etichetta discografica Emi Music Italy.
Tra le numerose cover presenti Mirza di Nino Ferrer.

## Tracce
1. Vado giù
2. Una notte disperata
3. Complici
4. Lei colorerà
5. Sentieri, strade, saluti
6. Mirza
7. When I Drink
8. Rimando
9. I giorni di festa
10. Bach Aire
11. Professionalità
12. Mon Amour
13. Cinema
14. Felicità

## Formazione
- Petra Magoni - voce
- Ferruccio Spinetti - contrabbasso

## Classifiche
| Paese  | Posizione raggiunta |
| ------ | ------------------- |
| Italia | 29                  |